# 수익자 부담
수익자 부담(受益者負擔, benefit principle)은 공공재정의 조세이론 개념이다. 공공재 지출의 지불의사가 있는 자에게 부과한다. 
과세의 효율성을 조사하고 재정 정책을 평가하기 위해 사용되는 수익자 부담 접근 방식은 처음에 스톡홀름 스쿨의 두 경제학자 크누트 빅셀(1896년)과 에릭 린달(1919년)에 의해 개발되었다.
수익자 부담은 과세에 시장 지향 접근을 취한다. 목적은 공공재 소비에 드는 최적의 소득값을 정확히 결정하는 것이다.

## 예시
- 공립대학 학비 (공립대학을 다니는 사람들만 지불)
- 국립공원 입장비 (국립공원을 방문하는 사람들만 지불)
- 연료비 (연료를 구매하는 사람들만 지불)
- 버스비 (버스를 타는 사람들만 지불)
- 교량통행비 (교량을 이용하는 사람들만 지불)

## 같이 보기
- 클럽재
- 신공공관리론
- 기회비용
- 수신자 부담 전화